# Nike Nike
Nike Nike ist die Bezeichnung einer US-amerikanischen Höhenforschungsrakete.
Die Nike Nike bestand aus zwei Nike-Raketenstufen (und gegebenenfalls einer weiteren Raketenstufe) und erreichte eine Gipfelhöhe von 54 km. Insgesamt wurden mit Nike Nike-Raketen zwischen 1956 und 1979 18 Starts durchgeführt.